# Flower Mound
Flower Mound – miasto w Stanach Zjednoczonych, w stanie Teksas, w hrabstwach Denton i Tarrant.

## Demografia
Według przeprowadzonego przez United States Census Bureau spisu powszechnego w 2010 roku miasto liczyło 64 669 mieszkańców. Natomiast skład etniczny w mieście wyglądał następująco: Biali 83,9%, Afroamerykanie 3,2%, Azjaci 8,6%, pozostali 4,3%.